# Rémy Delhomme
Rémy Delhomme (ur. 18 listopada 1967 w Les Lilas) – francuski szpadzista, czterokrotny medalista mistrzostw świata.
Podczas mistrzostw świata w Essen w 1993 roku Francuzi w składzie: Éric Srecki, Rémy Delhomme, Jean-Michel Henry i Robert Leroux zdobyli srebrny medal w zawodach drużynowych. W tej samej konkurencji zdobył następnie złoty medal na mistrzostwach świata w Seulu (1999), kolejny srebrny na mistrzostwach świata w La Chaux-de-Fonds (1998) oraz brązowy na mistrzostwach świata w Nîmes (2001).. Był też między innymi siódmy w turnieju indywidualnym na MŚ 2001.
Nigdy nie wziął udziału w igrzyskach olimpijskich.
Kilkukrotnie zdobywał medale mistrzostw Europy, w tym: srebrny drużynowo na mistrzostwach Europy w Płowdiwie (1998), srebrny drużynowo i złoty indywidualnie na mistrzostwach Europy w Bolzano (1999), złoty drużynowo na mistrzostwach Europy w Funchal (2000) i mistrzostwach Europy w Moskwie (2002) oraz srebrny indywidualnie na mistrzostwach Europy w Kopenhadze (2004).